# Kim Dong-hee (diễn viên)
Kim Dong-hee (sinh ngày 13 tháng 6 năm 1999) là một diễn viên người Hàn Quốc. Anh được biết đến qua các vai diễn trong Lâu đài trên không (2018–2019), Tầng lớp Itaewon (2020) và Hoạt động ngoại khoá (2020).

## Tiểu sử
Donghee sinh ngày 13 tháng 6 năm 1999, ở Andong và hiện đang học tại Đại học Gachon chuyên ngành diễn xuất.

## Sự nghiệp

### 2018–nay: Khởi nghiệp
Donghee ra mắt vào năm 2018, thủ vai Ha Min trong web series tuổi mới lớn, A-TEEN. Anh còn xuất hiện trong bộ phim truyền hình nổi tiếng của JTBC mang tên Sky Castle được phát sóng vào ngày 23 tháng 11 năm 2018. Donghee còn vào vai Ha Min phần 2 của A-TEEN được phát sóng năm 2019.

## Danh sách phim

### Phim điện ảnh
| Năm  | Tên phim             | Vai        | Ghi chú         | Tham khảo |
| ---- | -------------------- | ---------- | --------------- | --------- |
| 2021 | Season of You and Me | Yoo Jae-ha | Chưa công chiếu |           |
| 2021 | Ghost                | Baek-ho    | Chưa công chiếu |           |

### Phim truyền hình
| Năm       | Tên phim             | Kênh    | Vai           | Tham khảo   |
| --------- | -------------------- | ------- | ------------- | ----------- |
| 2018–2019 | Lâu đài trên không   | JTBC    | Cha Seo-joon  | [ 4 ]       |
| 2020      | Tầng lớp Itaewon     | JTBC    | Jang Geun-soo | [ 5 ] [ 6 ] |
| 2020      | Hoạt động ngoại khoá | Netflix | Oh Ji-soo     | [ 7 ] [ 8 ] |

### Phim chiếu mạng
| Năm       | Tên phim | Kênh           | Vai    | Ghi chú | Tham khảo |
| --------- | -------- | -------------- | ------ | ------- | --------- |
| 2018–2019 | Tuổi 18  | Naver / V Live | Ha Min | 2 phần  | [ 9 ]     |

## Giải thưởng và đề cử
| Năm  | Giải thưởng              | Hạng mục            | Đề cử | Kết quả   | Tham khảo |
| ---- | ------------------------ | ------------------- | ----- | --------- | --------- |
| 2019 | Brand of the Year Awards | Ngôi sao triển vọng | —     | Đoạt giải | [ 10 ]    |